# 卓德乳製品公司
卓德乳製品公司（英語：Zott）是一家於1926年在德国梅尔廷根成立的乳製品公司，生產種類包括加工乾酪、甜點、鮮奶油和酸奶。該公司主要工廠位於巴伐利亚，其他還有位於德國的金茨堡和波兰。